# Lista di asteroidi (619001-620000)
Di seguito una lista di asteroidi dal numero 619001  al 620000 con data di scoperta e scopritore.

## 619001–619100
| Nome   | Designazione provvisoria | Data di scoperta  | Scopritore                |
| ------ | ------------------------ | ----------------- | ------------------------- |
| 619001 | 2005 EH115               | 4 marzo 2005      | Mount Lemmon Survey       |
| 619002 | 2005 EH142               | 10 marzo 2005     | Spacewatch                |
| 619003 | 2005 ES164               | 12 settembre 2002 | NEAT                      |
| 619004 | 2005 ED230               | 10 marzo 2005     | Mount Lemmon Survey       |
| 619005 | 2005 EW234               | 10 marzo 2005     | Mount Lemmon Survey       |
| 619006 | 2005 EG262               | 10 settembre 2007 | Mount Lemmon Survey       |
| 619007 | 2005 EB263               | 13 marzo 2005     | Spacewatch                |
| 619008 | 2005 EE294               | 11 marzo 2005     | Mount Lemmon Survey       |
| 619009 | 2005 EF329               | 4 dicembre 2008   | Spacewatch                |
| 619010 | 2005 ET336               | 12 marzo 2005     | Mount Lemmon Survey       |
| 619011 | 2005 EL337               | 15 febbraio 2010  | CSS                       |
| 619012 | 2005 ER343               | 3 maggio 2016     | Mount Lemmon Survey       |
| 619013 | 2005 EA344               | 11 maggio 2015    | Mount Lemmon Survey       |
| 619014 | 2005 EA347               | 7 ottobre 2013    | Mount Lemmon Survey       |
| 619015 | 2005 EK348               | 14 marzo 2005     | Mount Lemmon Survey       |
| 619016 | 2005 EW350               | 10 marzo 2005     | Mount Lemmon Survey       |
| 619017 | 2005 FB18                | 2 dicembre 2008   | Mount Lemmon Survey       |
| 619018 | 2005 GB25                | 13 marzo 2005     | Spacewatch                |
| 619019 | 2005 GQ41                | 16 marzo 2005     | Spacewatch                |
| 619020 | 2005 GP54                | 17 marzo 2005     | Spacewatch                |
| 619021 | 2005 GD96                | 6 aprile 2005     | Spacewatch                |
| 619022 | 2005 GO122               | 12 marzo 2005     | Spacewatch                |
| 619023 | 2005 GL125               | 2 aprile 2005     | Mount Lemmon Survey       |
| 619024 | 2005 GZ191               | 2 aprile 2005     | Spacewatch                |
| 619025 | 2005 GO218               | 8 marzo 2005      | Mount Lemmon Survey       |
| 619026 | 2005 GK231               | 8 febbraio 2008   | Spacewatch                |
| 619027 | 2005 GP231               | 11 aprile 2005    | Mount Lemmon Survey       |
| 619028 | 2005 GA232               | 2 aprile 2005     | Spacewatch                |
| 619029 | 2005 GG232               | 8 ottobre 2012    | Pan-STARRS                |
| 619030 | 2005 GB236               | 6 aprile 2005     | Spacewatch                |
| 619031 | 2005 GC240               | 5 aprile 2005     | Spacewatch                |
| 619032 | 2005 JV58                | 8 maggio 2005     | Spacewatch                |
| 619033 | 2005 JC69                | 6 maggio 2005     | Spacewatch                |
| 619034 | 2005 JT108               | 14 maggio 2005    | SSS                       |
| 619035 | 2005 JR129               | 13 maggio 2005    | Spacewatch                |
| 619036 | 2005 JV141               | 18 ottobre 2012   | Pan-STARRS                |
| 619037 | 2005 JK154               | 4 maggio 2005     | Mount Lemmon Survey       |
| 619038 | 2005 JM162               | 8 maggio 2005     | Spacewatch                |
| 619039 | 2005 JD192               | 3 maggio 2005     | Spacewatch                |
| 619040 | 2005 JE194               | 8 ottobre 2012    | Spacewatch                |
| 619041 | 2005 JG195               | 10 maggio 2005    | Mount Lemmon Survey       |
| 619042 | 2005 KH16                | 20 maggio 2005    | Mount Lemmon Survey       |
| 619043 | 2005 LY10                | 3 giugno 2005     | Spacewatch                |
| 619044 | 2005 LQ12                | 8 giugno 2005     | Spacewatch                |
| 619045 | 2005 LT14                | 30 aprile 2005    | Spacewatch                |
| 619046 | 2005 LA58                | 1 gennaio 2009    | Mount Lemmon Survey       |
| 619047 | 2005 LT58                | 29 gennaio 2014   | CSS                       |
| 619048 | 2005 LD59                | 1 giugno 2005     | Mount Lemmon Survey       |
| 619049 | 2005 MN27                | 29 giugno 2005    | Spacewatch                |
| 619050 | 2005 MZ49                | 30 giugno 2005    | Spacewatch                |
| 619051 | 2005 MG56                | 28 luglio 2008    | Mount Lemmon Survey       |
| 619052 | 2005 NJ19                | 5 luglio 2005     | Mount Lemmon Survey       |
| 619053 | 2005 NL57                | 5 luglio 2005     | Mount Lemmon Survey       |
| 619054 | 2005 NX58                | 9 luglio 2005     | Spacewatch                |
| 619055 | 2005 NU68                | 3 luglio 2005     | Mount Lemmon Survey       |
| 619056 | 2005 NR73                | 9 luglio 2005     | Spacewatch                |
| 619057 | 2005 NB93                | 13 giugno 2005    | Mount Lemmon Survey       |
| 619058 | 2005 NE95                | 6 luglio 2005     | Spacewatch                |
| 619059 | 2005 NR95                | 7 luglio 2005     | Spacewatch                |
| 619060 | 2005 NE103               | 7 luglio 2005     | Osservatorio di Mauna Kea |
| 619061 | 2005 NN108               | 7 luglio 2005     | Mauna Kea Obs.            |
| 619062 | 2005 NZ109               | 14 giugno 2005    | Mount Lemmon Survey       |
| 619063 | 2005 NO119               | 7 luglio 2005     | Osservatorio di Mauna Kea |
| 619064 | 2005 NZ126               | 12 luglio 2005    | Mount Lemmon Survey       |
| 619065 | 2005 NK127               | 30 gennaio 2008   | Mount Lemmon Survey       |
| 619066 | 2005 NU127               | 1 luglio 2014     | Mount Lemmon Survey       |
| 619067 | 2005 ND128               | 13 dicembre 2014  | Pan-STARRS                |
| 619068 | 2005 NL128               | 3 luglio 2016     | Mount Lemmon Survey       |
| 619069 | 2005 NM129               | 6 luglio 2016     | Pan-STARRS                |
| 619070 | 2005 NQ130               | 6 novembre 2010   | Mount Lemmon Survey       |
| 619071 | 2005 OV32                | 28 luglio 2005    | NEAT                      |
| 619072 | 2005 OX32                | 23 febbraio 2011  | Spacewatch                |
| 619073 | 2005 OM33                | 30 luglio 2005    | NEAT                      |
| 619074 | 2005 PW29                | 5 agosto 2005     | NEAT                      |
| 619075 | 2005 PW30                | 20 giugno 2015    | Pan-STARRS                |
| 619076 | 2005 PX31                | 25 settembre 2014 | Mount Lemmon Survey       |
| 619077 | 2005 QN1                 | 31 luglio 2005    | NEAT                      |
| 619078 | 2005 QJ15                | 29 luglio 2005    | NEAT                      |
| 619079 | 2005 QP37                | 25 agosto 2005    | NEAT                      |
| 619080 | 2005 QA45                | 28 agosto 2005    | LONEOS                    |
| 619081 | 2005 QA48                | 28 agosto 2005    | Spacewatch                |
| 619082 | 2005 QM62                | 26 agosto 2005    | NEAT                      |
| 619083 | 2005 QY71                | 29 agosto 2005    | LONEOS                    |
| 619084 | 2005 QP104               | 31 agosto 2005    | Spacewatch                |
| 619085 | 2005 QG112               | 31 agosto 2005    | Spacewatch                |
| 619086 | 2005 QU113               | 30 agosto 2005    | Spacewatch                |
| 619087 | 2005 QT132               | 28 agosto 2005    | Spacewatch                |
| 619088 | 2005 QY169               | 31 agosto 2005    | LINEAR                    |
| 619089 | 2005 QA171               | 31 agosto 2005    | LONEOS                    |
| 619090 | 2005 QR179               | 26 agosto 2005    | LONEOS                    |
| 619091 | 2005 QC192               | 27 agosto 2005    | NEAT                      |
| 619092 | 2005 QU197               | 26 settembre 2012 | Mount Lemmon Survey       |
| 619093 | 2005 QW198               | 8 febbraio 2008   | Spacewatch                |
| 619094 | 2005 QA203               | 18 gennaio 2008   | Spacewatch                |
| 619095 | 2005 QB208               | 27 agosto 2005    | NEAT                      |
| 619096 | 2005 RE5                 | 27 luglio 2005    | NEAT                      |
| 619097 | 2005 RX10                | 27 agosto 2005    | NEAT                      |
| 619098 | 2005 RU37                | 3 settembre 2005  | Osservatorio di Mauna Kea |
| 619099 | 2005 RN50                | 31 ottobre 2006   | Mount Lemmon Survey       |
| 619100 | 2005 RT52                | 13 settembre 2005 | CSS                       |

## 619101–619200
| Nome   | Designazione provvisoria | Data di scoperta  | Scopritore          |
| ------ | ------------------------ | ----------------- | ------------------- |
| 619101 | 2005 RF53                | 1 settembre 2005  | NEAT                |
| 619102 | 2005 RS54                | 13 settembre 2005 | Spacewatch          |
| 619103 | 2005 RA55                | 4 settembre 2011  | Pan-STARRS          |
| 619104 | 2005 RJ56                | 13 settembre 2005 | Spacewatch          |
| 619105 | 2005 RX57                | 17 novembre 2014  | Pan-STARRS          |
| 619106 | 2005 SQ{{{2}}}           | 22 settembre 2005 | NEAT                |
| 619107 | 2005 SN58                | 26 settembre 2005 | L. A. Molnar        |
| 619108 | 2005 SZ91                | 24 settembre 2005 | Spacewatch          |
| 619109 | 2005 SS122               | 29 settembre 2005 | LONEOS              |
| 619110 | 2005 SV128               | 23 marzo 2003     | Spacewatch          |
| 619111 | 2005 SX143               | 31 agosto 2005    | NEAT                |
| 619112 | 2005 SX157               | 26 settembre 2005 | Spacewatch          |
| 619113 | 2005 SA161               | 27 settembre 2005 | Spacewatch          |
| 619114 | 2005 SA169               | 29 settembre 2005 | Spacewatch          |
| 619115 | 2005 SO169               | 23 marzo 1995     | Spacewatch          |
| 619116 | 2005 SZ178               | 7 novembre 2002   | Kitt Peak Obs.      |
| 619117 | 2005 SO196               | 30 settembre 2005 | Spacewatch          |
| 619118 | 2005 SJ207               | 30 settembre 2005 | Mount Lemmon Survey |
| 619119 | 2005 SY208               | 30 settembre 2005 | Mount Lemmon Survey |
| 619120 | 2005 SZ210               | 31 agosto 2005    | NEAT                |
| 619121 | 2005 ST229               | 30 settembre 2005 | Mount Lemmon Survey |
| 619122 | 2005 SO248               | 30 settembre 2005 | Mount Lemmon Survey |
| 619123 | 2005 SA260               | 26 settembre 2005 | Spacewatch          |
| 619124 | 2005 SA276               | 29 settembre 2005 | Spacewatch          |
| 619125 | 2005 SY276               | 30 settembre 2005 | Spacewatch          |
| 619126 | 2005 SE280               | 25 settembre 2005 | CSS                 |
| 619127 | 2005 SH284               | 25 febbraio 2007  | Spacewatch          |
| 619128 | 2005 SX286               | 1 ottobre 2005    | SDSS Collaboration  |
| 619129 | 2005 SA295               | 30 settembre 2005 | Spacewatch          |
| 619130 | 2005 SX295               | 27 settembre 2005 | NEAT                |
| 619131 | 2005 SX300               | 23 settembre 2005 | Spacewatch          |
| 619132 | 2005 TA1                 | 29 agosto 2005    | LONEOS              |
| 619133 | 2005 TZ5                 | 3 settembre 2005  | NEAT                |
| 619134 | 2005 TA21                | 14 settembre 2005 | Spacewatch          |
| 619135 | 2005 TR24                | 1 ottobre 2005    | Mount Lemmon Survey |
| 619136 | 2005 TA26                | 1 ottobre 2005    | Mount Lemmon Survey |
| 619137 | 2005 TM30                | 5 ottobre 2005    | M. Fiedler          |
| 619138 | 2005 TS55                | 1 ottobre 2005    | LINEAR              |
| 619139 | 2005 TH67                | 5 ottobre 2005    | Mount Lemmon Survey |
| 619140 | 2005 TA76                | 5 ottobre 2005    | Spacewatch          |
| 619141 | 2005 TO85                | 24 settembre 2005 | Spacewatch          |
| 619142 | 2005 TT112               | 7 ottobre 2005    | Spacewatch          |
| 619143 | 2005 TS117               | 19 settembre 1998 | SDSS Collaboration  |
| 619144 | 2005 TV118               | 7 ottobre 2005    | Mount Lemmon Survey |
| 619145 | 2005 TL122               | 29 settembre 2005 | Mount Lemmon Survey |
| 619146 | 2005 TS129               | 23 settembre 2005 | Spacewatch          |
| 619147 | 2005 TR133               | 9 ottobre 2005    | Spacewatch          |
| 619148 | 2005 TK139               | 8 ottobre 2005    | Spacewatch          |
| 619149 | 2005 TW158               | 26 settembre 2005 | Spacewatch          |
| 619150 | 2005 TW178               | 30 agosto 2005    | Spacewatch          |
| 619151 | 1995 BY10                | 29 gennaio 1995   | Spacewatch          |
| 619152 | 1995 GB3                 | 2 aprile 1995     | Spacewatch          |
| 619153 | 1995 RB1                 | 6 dicembre 2000   | Spacewatch          |
| 619154 | 1995 SZ42                | 25 settembre 1995 | Spacewatch          |
| 619155 | 1995 SB65                | 19 settembre 1995 | Spacewatch          |
| 619156 | 1995 WH24                | 18 novembre 1995  | Spacewatch          |
| 619157 | 1996 GR10                | 13 aprile 1996    | Spacewatch          |
| 619158 | 1996 HH27                | 19 novembre 2008  | Mount Lemmon Survey |
| 619159 | 1996 VW28                | 13 novembre 1996  | Spacewatch          |
| 619160 | 1996 VM36                | 10 novembre 1996  | Spacewatch          |
| 619161 | 1997 JX2                 | 4 maggio 1997     | C. Veillet          |
| 619162 | 1997 SS14                | 28 settembre 1997 | Spacewatch          |
| 619163 | 1997 TV23                | 10 ottobre 1997   | Spacewatch          |
| 619164 | 1998 BN22                | 23 gennaio 1998   | Spacewatch          |
| 619165 | 1998 BH31                | 26 gennaio 1998   | Spacewatch          |
| 619166 | 1998 BX39                | 31 gennaio 1998   | Spacewatch          |
| 619167 | 1998 BK48                | 29 gennaio 1998   | Spacewatch          |
| 619168 | 1998 HQ15                | 21 aprile 1998    | Spacewatch          |
| 619169 | 1998 SC182               | 19 settembre 1998 | SDSS Collaboration  |
| 619170 | 1998 WE39                | 21 novembre 1998  | Spacewatch          |
| 619171 | 1999 BT30                | 10 gennaio 1999   | Spacewatch          |
| 619172 | 1999 FO98                | 7 novembre 2007   | Spacewatch          |
| 619173 | 1999 FR98                | 29 giugno 2016    | Pan-STARRS          |
| 619174 | 1999 FJ99                | 2 gennaio 2011    | Mount Lemmon Survey |
| 619175 | 1999 FY99                | 23 gennaio 2006   | Spacewatch          |
| 619176 | 1999 LF37                | 26 ottobre 2011   | Pan-STARRS          |
| 619177 | 1999 RO260               | 5 settembre 1999  | Spacewatch          |
| 619178 | 1999 SL21                | 30 settembre 1999 | Spacewatch          |
| 619179 | 1999 SJ29                | 24 giugno 2014    | Pan-STARRS          |
| 619180 | 1999 TX51                | 4 ottobre 1999    | Spacewatch          |
| 619181 | 1999 TY274               | 6 ottobre 1999    | LINEAR              |
| 619182 | 1999 TC339               | 11 ottobre 1999   | Spacewatch          |
| 619183 | 1999 UC55                | 5 dicembre 2007   | Spacewatch          |
| 619184 | 1999 UN65                | 19 ottobre 1999   | Spacewatch          |
| 619185 | 1999 VB16                | 2 novembre 1999   | Spacewatch          |
| 619186 | 1999 VF214               | 1 novembre 1999   | Spacewatch          |
| 619187 | 1999 VA233               | 4 maggio 2006     | Spacewatch          |
| 619188 | 1999 VL233               | 27 gennaio 2012   | Mount Lemmon Survey |
| 619189 | 1999 VO233               | 19 febbraio 2015  | Pan-STARRS          |
| 619190 | 1999 WZ27                | 19 novembre 2003  | Spacewatch          |
| 619191 | 1999 WV28                | 8 ottobre 2008    | Spacewatch          |
| 619192 | 1999 XW266               | 28 dicembre 2011  | Spacewatch          |
| 619193 | 1999 YA2                 | 16 dicembre 1999  | Spacewatch          |
| 619194 | 1999 YV19                | 29 dicembre 1999  | C. Veillet          |
| 619195 | 1999 YF30                | 1 dicembre 2014   | Pan-STARRS          |
| 619196 | 2000 AU49                | 5 gennaio 2000    | LINEAR              |
| 619197 | 2000 AK223               | 9 gennaio 2000    | Spacewatch          |
| 619198 | 2000 AS259               | 28 ottobre 2008   | Spacewatch          |
| 619199 | 2000 CQ79                | 8 febbraio 2000   | Spacewatch          |
| 619200 | 2000 CX151               | 19 febbraio 2015  | Pan-STARRS          |

## 619201–619300
| Nome   | Designazione provvisoria | Data di scoperta  | Scopritore                         |
| ------ | ------------------------ | ----------------- | ---------------------------------- |
| 619201 | 2000 EH197               | 4 marzo 2000      | LINEAR                             |
| 619202 | 2000 FQ54                | 30 marzo 2000     | Spacewatch                         |
| 619203 | 2000 GS188               | 16 febbraio 2012  | Pan-STARRS                         |
| 619204 | 2000 JR80                | 1 maggio 2000     | Spacewatch                         |
| 619205 | 2000 JL95                | 24 settembre 2014 | Pan-STARRS                         |
| 619206 | 2000 NG1                 | 3 luglio 2000     | Spacewatch                         |
| 619207 | 2000 OG71                | 27 agosto 2011    | Pan-STARRS                         |
| 619208 | 2000 QL19                | 24 agosto 2000    | LINEAR                             |
| 619209 | 2000 QQ109               | 31 agosto 2000    | Spacewatch                         |
| 619210 | 2000 QT260               | 26 gennaio 2007   | Spacewatch                         |
| 619211 | 2000 QW260               | 1 gennaio 2009    | Mount Lemmon Survey                |
| 619212 | 2000 RX109               | 14 agosto 2013    | Pan-STARRS                         |
| 619213 | 2000 SM377               | 27 febbraio 2008  | Mount Lemmon Survey                |
| 619214 | 2000 SG385               | 9 dicembre 2004   | Spacewatch                         |
| 619215 | 2000 TW75                | 14 dicembre 2006  | Spacewatch                         |
| 619216 | 2000 TW76                | 20 novembre 2006  | Spacewatch                         |
| 619217 | 2000 TC78                | 8 gennaio 2016    | Pan-STARRS                         |
| 619218 | 2000 TQ81                | 17 febbraio 2013  | Spacewatch                         |
| 619219 | 2000 TW81                | 21 aprile 2004    | Spacewatch                         |
| 619220 | 2000 VU65                | 3 febbraio 2009   | Mount Lemmon Survey                |
| 619221 | 2000 WE20                | 24 novembre 2000  | Spacewatch                         |
| 619222 | 2000 WZ201               | 21 novembre 2009  | Spacewatch                         |
| 619223 | 2000 YV144               | 19 settembre 2003 | Spacewatch                         |
| 619224 | 2000 YQ145               | 24 maggio 2014    | Pan-STARRS                         |
| 619225 | 2001 BU83                | 12 ottobre 2007   | Spacewatch                         |
| 619226 | 2001 BF84                | 8 marzo 2005      | Mount Lemmon Survey                |
| 619227 | 2001 DO114               | 10 novembre 2005  | CSS                                |
| 619228 | 2001 DE118               | 13 settembre 2013 | Mount Lemmon Survey                |
| 619229 | 2001 FT200               | 26 ottobre 2009   | Spacewatch                         |
| 619230 | 2001 FO205               | 3 giugno 2008     | Mount Lemmon Survey                |
| 619231 | 2001 FS210               | 4 dicembre 2005   | Mount Lemmon Survey                |
| 619232 | 2001 FX240               | 30 settembre 1999 | Spacewatch                         |
| 619233 | 2001 KD80                | 4 novembre 2007   | Spacewatch                         |
| 619234 | 2001 MA5                 | 22 giugno 2001    | NEAT                               |
| 619235 | 2001 OO114               | 26 luglio 2001    | Spacewatch                         |
| 619236 | 2001 QL107               | 23 agosto 2001    | LINEAR                             |
| 619237 | 2001 QS182               | 17 agosto 2001    | NEAT                               |
| 619238 | 2001 SU358               | 23 marzo 2012     | Mount Lemmon Survey                |
| 619239 | 2001 SH362               | 14 aprile 2008    | Mount Lemmon Survey                |
| 619240 | 2001 SU363               | 22 novembre 2014  | Pan-STARRS                         |
| 619241 | 2001 TD162               | 11 ottobre 2001   | Spacewatch                         |
| 619242 | 2001 TM256               | 15 ottobre 2001   | NEAT                               |
| 619243 | 2001 TM264               | 16 gennaio 2009   | Spacewatch                         |
| 619244 | 2001 UW138               | 18 ottobre 2001   | NEAT                               |
| 619245 | 2001 UL195               | 17 ottobre 2001   | Spacewatch                         |
| 619246 | 2001 UO230               | 25 ottobre 2001   | SDSS Collaboration                 |
| 619247 | 2001 UU233               | 30 gennaio 2011   | Spacewatch                         |
| 619248 | 2001 UF234               | 19 ottobre 2001   | NEAT                               |
| 619249 | 2001 UY234               | 25 ottobre 2001   | SDSS Collaboration                 |
| 619250 | 2001 UR236               | 25 ottobre 2001   | SDSS Collaboration                 |
| 619251 | 2001 UL237               | 5 luglio 2016     | Pan-STARRS                         |
| 619252 | 2001 UZ239               | 26 febbraio 2014  | Pan-STARRS                         |
| 619253 | 2001 UD240               | 20 ottobre 2008   | Mount Lemmon Survey                |
| 619254 | 2001 UO240               | 12 aprile 2016    | Pan-STARRS                         |
| 619255 | 2001 VL124               | 9 novembre 2001   | LINEAR                             |
| 619256 | 2001 VS134               | 21 novembre 2014  | Pan-STARRS                         |
| 619257 | 2001 VT134               | 17 dicembre 2007  | Mount Lemmon Survey                |
| 619258 | 2001 VV138               | 12 novembre 2001  | SDSS Collaboration                 |
| 619259 | 2001 WF1                 | 17 novembre 2001  | LINEAR                             |
| 619260 | 2001 WH54                | 19 novembre 2001  | LINEAR                             |
| 619261 | 2001 WH106               | 18 dicembre 2007  | Mount Lemmon Survey                |
| 619262 | 2001 XM155               | 14 dicembre 2001  | LINEAR                             |
| 619263 | 2001 XR168               | 14 dicembre 2001  | LINEAR                             |
| 619264 | 2001 XQ269               | 27 ottobre 2005   | Spacewatch                         |
| 619265 | 2001 YR1                 | 18 dicembre 2001  | LINEAR                             |
| 619266 | 2001 YP10                | 17 dicembre 2001  | LINEAR                             |
| 619267 | 2001 YY14                | 17 dicembre 2001  | LINEAR                             |
| 619268 | 2001 YY26                | 18 dicembre 2001  | LINEAR                             |
| 619269 | 2001 YA163               | 2 settembre 2011  | Pan-STARRS                         |
| 619270 | 2001 YT163               | 13 gennaio 2002   | NEAT                               |
| 619271 | 2001 YU163               | 18 dicembre 2009  | Mount Lemmon Survey                |
| 619272 | 2001 YC164               | 9 dicembre 2012   | Mount Lemmon Survey                |
| 619273 | 2002 AQ17                | 5 gennaio 2002    | NEAT                               |
| 619274 | 2002 AN114               | 9 gennaio 2002    | LINEAR                             |
| 619275 | 2002 AP174               | 14 gennaio 2002   | LINEAR                             |
| 619276 | 2002 AC212               | 18 novembre 2015  | Pan-STARRS                         |
| 619277 | 2002 AT213               | 20 novembre 2008  | Spacewatch                         |
| 619278 | 2002 AS216               | 20 novembre 2006  | Mount Lemmon Survey                |
| 619279 | 2002 BG18                | 14 gennaio 2002   | LINEAR                             |
| 619280 | 2002 BO20                | 14 gennaio 2002   | NEAT                               |
| 619281 | 2002 BU33                | 4 giugno 2011     | Mount Lemmon Survey                |
| 619282 | 2002 CQ6                 | 6 febbraio 2002   | LINEAR                             |
| 619283 | 2002 CE37                | 7 febbraio 2002   | LINEAR                             |
| 619284 | 2002 CN76                | 14 gennaio 2002   | Spacewatch                         |
| 619285 | 2002 CH150               | 10 febbraio 2002  | LINEAR                             |
| 619286 | 2002 CZ197               | 8 febbraio 2002   | Spacewatch                         |
| 619287 | 2002 CE235               | 12 febbraio 2002  | Spacewatch                         |
| 619288 | 2002 CO257               | 8 febbraio 2002   | Spacewatch                         |
| 619289 | 2002 CG264               | 22 gennaio 2002   | Spacewatch                         |
| 619290 | 2002 CE265               | 6 febbraio 2002   | Spacewatch                         |
| 619291 | 2002 CA267               | 7 febbraio 2002   | Spacewatch                         |
| 619292 | 2002 CW276               | 7 febbraio 2002   | NEAT                               |
| 619293 | 2002 CG296               | 10 febbraio 2002  | LINEAR                             |
| 619294 | 2002 CW320               | 13 febbraio 2002  | SDSS Collaboration                 |
| 619295 | 2002 CK323               | 8 marzo 2014      | Mount Lemmon Survey                |
| 619296 | 2002 CF328               | 8 febbraio 2002   | Spacewatch                         |
| 619297 | 2002 DL21                | 4 marzo 2011      | Mount Lemmon Survey                |
| 619298 | 2002 EP10                | 5 marzo 2002      | LONEOS                             |
| 619299 | 2002 EC156               | 11 marzo 2002     | Osservatorio astrofisico di Asiago |
| 619300 | 2002 EZ164               | 4 novembre 2004   | Spacewatch                         |

## 619301–619400
| Nome   | Designazione provvisoria | Data di scoperta  | Scopritore                |
| ------ | ------------------------ | ----------------- | ------------------------- |
| 619301 | 2002 EF168               | 19 gennaio 2013   | Mount Lemmon Survey       |
| 619302 | 2002 EZ169               | 10 marzo 2002     | Spacewatch                |
| 619303 | 2002 EC172               | 6 marzo 2011      | Mount Lemmon Survey       |
| 619304 | 2002 EL172               | 1 gennaio 2009    | Spacewatch                |
| 619305 | 2002 FD7                 | 19 marzo 2002     | NEAT                      |
| 619306 | 2002 FC43                | 5 ottobre 2005    | Mount Lemmon Survey       |
| 619307 | 2002 GX{{{2}}}           | 3 aprile 2002     | NEAT                      |
| 619308 | 2002 GN186               | 26 settembre 2011 | Pan-STARRS                |
| 619309 | 2002 GM189               | 1 aprile 2002     | NEAT                      |
| 619310 | 2002 GO192               | 23 settembre 2011 | Pan-STARRS                |
| 619311 | 2002 GS194               | 25 settembre 2013 | Mount Lemmon Survey       |
| 619312 | 2002 GG196               | 19 gennaio 2016   | Pan-STARRS                |
| 619313 | 2002 GB197               | 18 settembre 2003 | Spacewatch                |
| 619314 | 2002 HJ19                | 19 aprile 2002    | Spacewatch                |
| 619315 | 2002 KW11                | 17 maggio 2002    | NEAT                      |
| 619316 | 2002 NJ79                | 21 marzo 2009     | CSS                       |
| 619317 | 2002 NE84                | 1 settembre 2010  | Mount Lemmon Survey       |
| 619318 | 2002 OZ35                | 2 settembre 2010  | Mount Lemmon Survey       |
| 619319 | 2002 OE37                | 4 settembre 2007  | Mount Lemmon Survey       |
| 619320 | 2002 PK189               | 5 marzo 2008      | Mount Lemmon Survey       |
| 619321 | 2002 QM58                | 13 agosto 2002    | NEAT                      |
| 619322 | 2002 QW95                | 17 agosto 2002    | AMOS                      |
| 619323 | 2002 RH74                | 29 agosto 2002    | NEAT                      |
| 619324 | 2002 RV152               | 12 settembre 2002 | NEAT                      |
| 619325 | 2002 RN257               | 30 agosto 2002    | NEAT                      |
| 619326 | 2002 RM295               | 6 agosto 2010     | OAM Obs.                  |
| 619327 | 2002 RZ299               | 10 marzo 2005     | Mount Lemmon Survey       |
| 619328 | 2002 SV67                | 8 marzo 2005      | Mount Lemmon Survey       |
| 619329 | 2002 TO7                 | 1 ottobre 2002    | LONEOS                    |
| 619330 | 2002 TH127               | 4 ottobre 2002    | NEAT                      |
| 619331 | 2002 TO179               | 13 ottobre 2002   | NEAT                      |
| 619332 | 2002 TX213               | 3 ottobre 2002    | LINEAR                    |
| 619333 | 2002 TF383               | 5 ottobre 2002    | SDSS Collaboration        |
| 619334 | 2002 TY390               | 14 ottobre 2012   | CSS                       |
| 619335 | 2002 UG79                | 2 novembre 2002   | AMOS                      |
| 619336 | 2002 VQ66                | 6 novembre 2002   | LINEAR                    |
| 619337 | 2002 VP149               | 19 ottobre 2006   | CSS                       |
| 619338 | 2002 XH121               | 23 ottobre 2006   | Mount Lemmon Survey       |
| 619339 | 2002 YD37                | 2 novembre 2010   | Mount Lemmon Survey       |
| 619340 | 2003 BW43                | 27 gennaio 2003   | LINEAR                    |
| 619341 | 2003 BE87                | 26 gennaio 2003   | Spacewatch                |
| 619342 | 2003 BW94                | 4 febbraio 2003   | LONEOS                    |
| 619343 | 2003 BQ95                | 13 aprile 2008    | Mount Lemmon Survey       |
| 619344 | 2003 BW95                | 25 marzo 2015     | Pan-STARRS                |
| 619345 | 2003 BS96                | 14 luglio 2013    | Pan-STARRS                |
| 619346 | 2003 BY97                | 23 settembre 2008 | Spacewatch                |
| 619347 | 2003 BP100               | 11 aprile 2014    | Pan-STARRS                |
| 619348 | 2003 BP101               | 18 gennaio 2008   | Mount Lemmon Survey       |
| 619349 | 2003 BH102               | 28 febbraio 2009  | Spacewatch                |
| 619350 | 2003 CW{{{2}}}           | 27 gennaio 2003   | LINEAR                    |
| 619351 | 2003 CP25                | 4 febbraio 2003   | AMOS                      |
| 619352 | 2003 CR27                | 1 dicembre 2014   | Pan-STARRS                |
| 619353 | 2003 DJ2                 | 22 febbraio 2003  | Spacewatch                |
| 619354 | 2003 DO25                | 10 febbraio 2003  | Spacewatch                |
| 619355 | 2003 EV54                | 7 marzo 2003      | Kitt Peak Obs.            |
| 619356 | 2003 FT6                 | 28 marzo 2003     | G. Masi, R. Michelsen     |
| 619357 | 2003 FP76                | 27 marzo 2003     | NEAT                      |
| 619358 | 2003 FM134               | 31 marzo 2003     | Spacewatch                |
| 619359 | 2003 FD135               | 23 marzo 2003     | Spacewatch                |
| 619360 | 2003 FK135               | 27 marzo 2003     | Spacewatch                |
| 619361 | 2003 FR136               | 28 febbraio 2008  | CSS                       |
| 619362 | 2003 FS137               | 27 novembre 2010  | Mount Lemmon Survey       |
| 619363 | 2003 FH138               | 21 settembre 2011 | Mount Lemmon Survey       |
| 619364 | 2003 FG139               | 31 marzo 2003     | SDSS Collaboration        |
| 619365 | 2003 FU140               | 9 ottobre 2008    | Mount Lemmon Survey       |
| 619366 | 2003 GT24                | 7 aprile 2003     | Spacewatch                |
| 619367 | 2003 GK30                | 8 aprile 2003     | Spacewatch                |
| 619368 | 2003 GM58                | 19 marzo 1996     | Spacewatch                |
| 619369 | 2003 GT58                | 13 novembre 2012  | Spacewatch                |
| 619370 | 2003 GP59                | 3 agosto 2016     | Pan-STARRS                |
| 619371 | 2003 GV60                | 4 giugno 2014     | Pan-STARRS                |
| 619372 | 2003 GN62                | 16 novembre 2006  | Mount Lemmon Survey       |
| 619373 | 2003 HM36                | 27 marzo 2003     | Spacewatch                |
| 619374 | 2003 HN59                | 11 gennaio 2011   | Spacewatch                |
| 619375 | 2003 HO60                | 30 aprile 2003    | Spacewatch                |
| 619376 | 2003 HZ60                | 20 marzo 2010     | Spacewatch                |
| 619377 | 2003 HO61                | 30 settembre 2006 | Mount Lemmon Survey       |
| 619378 | 2003 HP62                | 24 marzo 2014     | Pan-STARRS                |
| 619379 | 2003 HQ62                | 26 aprile 2003    | Spacewatch                |
| 619380 | 2003 HP63                | 2 agosto 2016     | Pan-STARRS                |
| 619381 | 2003 HN64                | 5 luglio 2016     | Pan-STARRS                |
| 619382 | 2003 JH{{{2}}}           | 1 maggio 2003     | Spacewatch                |
| 619383 | 2003 JG20                | 6 maggio 2003     | Spacewatch                |
| 619384 | 2003 KU6                 | 25 maggio 2003    | Spacewatch                |
| 619385 | 2003 KN26                | 2 febbraio 2009   | Spacewatch                |
| 619386 | 2003 KU31                | 26 maggio 2003    | Spacewatch                |
| 619387 | 2003 KP37                | 28 maggio 2003    | Spacewatch                |
| 619388 | 2003 KS37                | 24 settembre 2011 | Pan-STARRS                |
| 619389 | 2003 KY38                | 15 gennaio 2015   | Pan-STARRS                |
| 619390 | 2003 LR11                | 5 giugno 2003     | Spacewatch                |
| 619391 | 2003 QG106               | 30 agosto 2003    | AMOS                      |
| 619392 | 2003 QJ116               | 29 agosto 2003    | Osservatorio di Mauna Kea |
| 619393 | 2003 SZ6                 | 24 agosto 2003    | Cerro Tololo Obs.         |
| 619394 | 2003 SA9                 | 17 settembre 2003 | Spacewatch                |
| 619395 | 2003 SZ84                | 20 settembre 2003 | NEAT                      |
| 619396 | 2003 SM158               | 18 settembre 2003 | NEAT                      |
| 619397 | 2003 SA269               | 18 settembre 2003 | Spacewatch                |
| 619398 | 2003 SG331               | 28 settembre 2003 | LONEOS                    |
| 619399 | 2003 SU363               | 26 settembre 2003 | SDSS Collaboration        |
| 619400 | 2003 SF367               | 26 settembre 2003 | SDSS Collaboration        |

## 619401–619500
| Nome   | Designazione provvisoria | Data di scoperta  | Scopritore          |
| ------ | ------------------------ | ----------------- | ------------------- |
| 619401 | 2003 SA372               | 26 settembre 2003 | SDSS Collaboration  |
| 619402 | 2003 SS408               | 4 aprile 2002     | Spacewatch          |
| 619403 | 2003 SX414               | 9 febbraio 2005   | Spacewatch          |
| 619404 | 2003 SQ418               | 26 settembre 2003 | SDSS Collaboration  |
| 619405 | 2003 SP420               | 30 settembre 2003 | Spacewatch          |
| 619406 | 2003 SX435               | 28 settembre 2003 | LONEOS              |
| 619407 | 2003 SV436               | 7 novembre 2008   | Mount Lemmon Survey |
| 619408 | 2003 SQ443               | 16 settembre 2003 | Spacewatch          |
| 619409 | 2003 SD444               | 19 settembre 2003 | Spacewatch          |
| 619410 | 2003 SS448               | 15 gennaio 2010   | Spacewatch          |
| 619411 | 2003 SE453               | 5 marzo 2017      | Pan-STARRS          |
| 619412 | 2003 ST462               | 14 settembre 2007 | Mount Lemmon Survey |
| 619413 | 2003 SO466               | 27 settembre 2003 | Spacewatch          |
| 619414 | 2003 TR13                | 22 settembre 2003 | AMOS                |
| 619415 | 2003 TA27                | 1 ottobre 2003    | Spacewatch          |
| 619416 | 2003 TG28                | 1 ottobre 2003    | Spacewatch          |
| 619417 | 2003 TT28                | 1 ottobre 2003    | Spacewatch          |
| 619418 | 2003 TM61                | 11 aprile 2016    | Pan-STARRS          |
| 619419 | 2003 UC12                | 19 ottobre 2003   | AMOS                |
| 619420 | 2003 UH18                | 19 ottobre 2003   | Spacewatch          |
| 619421 | 2003 UE33                | 1 ottobre 2003    | Spacewatch          |
| 619422 | 2003 UZ38                | 30 settembre 2003 | Spacewatch          |
| 619423 | 2003 UD72                | 21 settembre 2003 | Spacewatch          |
| 619424 | 2003 UV72                | 19 ottobre 2003   | Spacewatch          |
| 619425 | 2003 UE88                | 19 ottobre 2003   | Spacewatch          |
| 619426 | 2003 UP92                | 20 ottobre 2003   | NEAT                |
| 619427 | 2003 UH142               | 21 ottobre 2003   | NEAT                |
| 619428 | 2003 UL289               | 24 ottobre 2003   | Spacewatch          |
| 619429 | 2003 UX334               | 18 ottobre 2003   | SDSS Collaboration  |
| 619430 | 2003 UY421               | 3 novembre 2007   | Spacewatch          |
| 619431 | 2003 UG432               | 26 gennaio 2012   | Spacewatch          |
| 619432 | 2003 UX438               | 5 novembre 2007   | Spacewatch          |
| 619433 | 2003 UP442               | 12 settembre 2014 | Pan-STARRS          |
| 619434 | 2003 UG445               | 20 settembre 2003 | Spacewatch          |
| 619435 | 2003 WW6                 | 18 novembre 2003  | NEAT                |
| 619436 | 2003 WZ7                 | 19 novembre 2003  | NEAT                |
| 619437 | 2003 WM12                | 18 ottobre 2003   | NEAT                |
| 619438 | 2003 WZ44                | 20 ottobre 2003   | NEAT                |
| 619439 | 2003 WV90                | 18 novembre 2003  | Spacewatch          |
| 619440 | 2003 WN164               | 30 novembre 2003  | Spacewatch          |
| 619441 | 2003 WZ176               | 17 settembre 2003 | NEAT                |
| 619442 | 2003 WJ186               | 22 novembre 2003  | Kitt Peak Obs.      |
| 619443 | 2003 WC199               | 24 novembre 2003  | Spacewatch          |
| 619444 | 2003 WW200               | 16 febbraio 2015  | Pan-STARRS          |
| 619445 | 2003 WZ208               | 28 luglio 2014    | Pan-STARRS          |
| 619446 | 2003 WP210               | 10 settembre 2007 | Spacewatch          |
| 619447 | 2003 WJ214               | 20 settembre 1995 | Spacewatch          |
| 619448 | 2003 YS110               | 19 dicembre 2003  | LINEAR              |
| 619449 | 2003 YP189               | 15 novembre 2006  | CSS                 |
| 619450 | 2004 BZ63                | 16 gennaio 2004   | Spacewatch          |
| 619451 | 2004 BL65                | 22 gennaio 2004   | LINEAR              |
| 619452 | 2004 BS163               | 15 gennaio 2004   | Spacewatch          |
| 619453 | 2004 BO164               | 1 gennaio 2009    | Spacewatch          |
| 619454 | 2004 BN169               | 20 agosto 2014    | Pan-STARRS          |
| 619455 | 2004 BQ169               | 15 novembre 2007  | Mount Lemmon Survey |
| 619456 | 2004 BW171               | 29 dicembre 2008  | Mount Lemmon Survey |
| 619457 | 2004 CM9                 | 28 gennaio 2004   | Spacewatch          |
| 619458 | 2004 CM15                | 11 febbraio 2004  | Spacewatch          |
| 619459 | 2004 CE133               | 12 febbraio 2004  | Spacewatch          |
| 619460 | 2004 CK133               | 14 marzo 2011     | Spacewatch          |
| 619461 | 2004 DX70                | 17 febbraio 2004  | Spacewatch          |
| 619462 | 2004 DJ87                | 8 dicembre 2015   | Pan-STARRS          |
| 619463 | 2004 DE89                | 19 marzo 2010     | Mount Lemmon Survey |
| 619464 | 2004 DG89                | 4 aprile 2011     | Mount Lemmon Survey |
| 619465 | 2004 EQ36                | 13 marzo 2004     | NEAT                |
| 619466 | 2004 ED106               | 15 marzo 2004     | Spacewatch          |
| 619467 | 2004 EC118               | 15 marzo 2004     | Spacewatch          |
| 619468 | 2004 FH74                | 17 marzo 2004     | Spacewatch          |
| 619469 | 2004 FX112               | 21 marzo 2004     | Spacewatch          |
| 619470 | 2004 FZ144               | 29 marzo 2004     | Spacewatch          |
| 619471 | 2004 FC151               | 16 marzo 2004     | Spacewatch          |
| 619472 | 2004 FN168               | 2 agosto 2011     | ESA OGS             |
| 619473 | 2004 FZ168               | 12 dicembre 2012  | Mount Lemmon Survey |
| 619474 | 2004 FH173               | 17 marzo 2004     | Spacewatch          |
| 619475 | 2004 FE174               | 28 febbraio 2014  | Pan-STARRS          |
| 619476 | 2004 FT175               | 4 dicembre 2012   | Mount Lemmon Survey |
| 619477 | 2004 FG176               | 10 febbraio 2014  | Pan-STARRS          |
| 619478 | 2004 GZ30                | 13 aprile 2004    | Spacewatch          |
| 619479 | 2004 GT68                | 13 aprile 2004    | Spacewatch          |
| 619480 | 2004 GS89                | 22 ottobre 2012   | Pan-STARRS          |
| 619481 | 2004 GT89                | 13 febbraio 2007  | Mount Lemmon Survey |
| 619482 | 2004 GF90                | 18 ottobre 2012   | Pan-STARRS          |
| 619483 | 2004 HW14                | 16 aprile 2004    | Spacewatch          |
| 619484 | 2004 HC49                | 12 aprile 2004    | Spacewatch          |
| 619485 | 2004 HE49                | 22 aprile 2004    | CINEOS              |
| 619486 | 2004 HD54                | 24 aprile 2004    | CSS                 |
| 619487 | 2004 HL66                | 20 aprile 2004    | Spacewatch          |
| 619488 | 2004 HF70                | 24 aprile 2004    | Spacewatch          |
| 619489 | 2004 HL81                | 2 marzo 2008      | Spacewatch          |
| 619490 | 2004 JM9                 | 13 maggio 2004    | Spacewatch          |
| 619491 | 2004 JM58                | 1 aprile 2008     | Spacewatch          |
| 619492 | 2004 KZ14                | 23 maggio 2004    | Spacewatch          |
| 619493 | 2004 KU20                | 23 maggio 2004    | Spacewatch          |
| 619494 | 2004 KR21                | 11 dicembre 2017  | Pan-STARRS          |
| 619495 | 2004 LS32                | 22 aprile 2017    | Mount Lemmon Survey |
| 619496 | 2004 ND29                | 14 luglio 2004    | LINEAR              |
| 619497 | 2004 NN34                | 11 luglio 2004    | LONEOS              |
| 619498 | 2004 ON1                 | 16 luglio 2004    | LINEAR              |
| 619499 | 2004 PQ41                | 8 agosto 2004     | LINEAR              |
| 619500 | 2004 PR117               | 8 agosto 2004     | NEAT                |

## 619501–619600
| Nome   | Designazione provvisoria | Data di scoperta  | Scopritore                      |
| ------ | ------------------------ | ----------------- | ------------------------------- |
| 619501 | 2004 PF118               | 13 marzo 2007     | Spacewatch                      |
| 619502 | 2004 PJ118               | 21 febbraio 2007  | Spacewatch                      |
| 619503 | 2004 PY118               | 10 gennaio 2006   | Mount Lemmon Survey             |
| 619504 | 2004 PN121               | 29 settembre 2008 | Mount Lemmon Survey             |
| 619505 | 2004 QS33                | 25 settembre 2017 | Pan-STARRS                      |
| 619506 | 2004 RG1                 | 3 settembre 2004  | NEAT                            |
| 619507 | 2004 RQ9                 | 6 settembre 2004  | LINEAR                          |
| 619508 | 2004 RS104               | 8 settembre 2004  | NEAT                            |
| 619509 | 2004 RU123               | 7 settembre 2004  | NEAT                            |
| 619510 | 2004 RG133               | 7 settembre 2004  | Spacewatch                      |
| 619511 | 2004 RT146               | 6 aprile 2002     | Cerro Tololo Obs.               |
| 619512 | 2004 RR147               | 9 settembre 2004  | LINEAR                          |
| 619513 | 2004 RW211               | 11 settembre 2004 | LINEAR                          |
| 619514 | 2004 RO237               | 10 settembre 2004 | Spacewatch                      |
| 619515 | 2004 RY297               | 11 settembre 2004 | Spacewatch                      |
| 619516 | 2004 RN324               | 13 settembre 2004 | Spacewatch                      |
| 619517 | 2004 RH359               | 11 settembre 2004 | Spacewatch                      |
| 619518 | 2004 RW363               | 3 agosto 2017     | Pan-STARRS                      |
| 619519 | 2004 SW6                 | 17 settembre 2004 | Spacewatch                      |
| 619520 | 2004 TM11                | 5 ottobre 2004    | R. A. Tucker                    |
| 619521 | 2004 TF28                | 4 ottobre 2004    | Spacewatch                      |
| 619522 | 2004 TL28                | 4 ottobre 2004    | Spacewatch                      |
| 619523 | 2004 TW29                | 4 ottobre 2004    | Spacewatch                      |
| 619524 | 2004 TQ38                | 4 ottobre 2004    | Spacewatch                      |
| 619525 | 2004 TG40                | 4 ottobre 2004    | Spacewatch                      |
| 619526 | 2004 TP46                | 4 ottobre 2004    | Spacewatch                      |
| 619527 | 2004 TJ74                | 6 ottobre 2004    | Spacewatch                      |
| 619528 | 2004 TF92                | 5 ottobre 2004    | Spacewatch                      |
| 619529 | 2004 TK142               | 22 settembre 2004 | Spacewatch                      |
| 619530 | 2004 TJ198               | 7 ottobre 2004    | Spacewatch                      |
| 619531 | 2004 TA240               | 9 ottobre 2004    | Spacewatch                      |
| 619532 | 2004 TG260               | 9 ottobre 2004    | Spacewatch                      |
| 619533 | 2004 TF261               | 9 ottobre 2004    | Spacewatch                      |
| 619534 | 2004 TA294               | 10 ottobre 2004   | Spacewatch                      |
| 619535 | 2004 TD318               | 4 ottobre 2004    | Spacewatch                      |
| 619536 | 2004 TU348               | 7 ottobre 2004    | Spacewatch                      |
| 619537 | 2004 TU371               | 9 ottobre 2004    | LONEOS                          |
| 619538 | 2004 TY371               | 13 ottobre 2004   | Spacewatch                      |
| 619539 | 2004 TT374               | 1 novembre 2013   | Mount Lemmon Survey             |
| 619540 | 2004 TH375               | 19 marzo 2013     | Pan-STARRS                      |
| 619541 | 2004 TM377               | 11 ottobre 2004   | L. H. Wasserman, J. R. Lovering |
| 619542 | 2004 TT377               | 4 dicembre 2008   | Spacewatch                      |
| 619543 | 2004 TW378               | 4 febbraio 2006   | Spacewatch                      |
| 619544 | 2004 TA382               | 9 settembre 2015  | Pan-STARRS                      |
| 619545 | 2004 TE383               | 21 aprile 2012    | Mount Lemmon Survey             |
| 619546 | 2004 VN37                | 7 ottobre 2004    | Spacewatch                      |
| 619547 | 2004 VD42                | 10 ottobre 2004   | L. H. Wasserman, J. R. Lovering |
| 619548 | 2004 VO99                | 9 novembre 2004   | Osservatorio di Mauna Kea       |
| 619549 | 2004 VD103               | 10 ottobre 2004   | L. H. Wasserman, J. R. Lovering |
| 619550 | 2004 VN132               | 12 marzo 2016     | Pan-STARRS                      |
| 619551 | 2004 VC133               | 9 novembre 2013   | Pan-STARRS                      |
| 619552 | 2004 VW134               | 5 settembre 2008  | Spacewatch                      |
| 619553 | 2004 VW135               | 19 dicembre 2009  | Mount Lemmon Survey             |
| 619554 | 2004 VE137               | 16 agosto 2009    | CSS                             |
| 619555 | 2004 VV137               | 28 marzo 2015     | Pan-STARRS                      |
| 619556 | 2004 XL163               | 15 dicembre 2004  | Spacewatch                      |
| 619557 | 2004 XQ177               | 20 novembre 2004  | Spacewatch                      |
| 619558 | 2004 XZ184               | 15 ottobre 2004   | Mount Lemmon Survey             |
| 619559 | 2004 XM193               | 12 dicembre 2004  | Spacewatch                      |
| 619560 | 2004 XE195               | 10 novembre 2013  | Spacewatch                      |
| 619561 | 2004 XN195               | 24 settembre 2011 | Spacewatch                      |
| 619562 | 2004 XF196               | 15 dicembre 2004  | Spacewatch                      |
| 619563 | 2004 XW197               | 2 dicembre 2004   | Spacewatch                      |
| 619564 | 2004 XY197               | 3 gennaio 2016    | Pan-STARRS                      |
| 619565 | 2004 YP38                | 25 settembre 2016 | Pan-STARRS                      |
| 619566 | 2004 YY40                | 7 settembre 2011  | Spacewatch                      |
| 619567 | 2005 AG85                | 13 gennaio 2005   | Spacewatch                      |
| 619568 | 2005 BS7                 | 16 gennaio 2005   | LINEAR                          |
| 619569 | 2005 BN46                | 16 gennaio 2005   | Osservatorio di Mauna Kea       |
| 619570 | 2005 BQ46                | 16 gennaio 2005   | Mauna Kea Obs.                  |
| 619571 | 2005 BR51                | 19 dicembre 2004  | Mount Lemmon Survey             |
| 619572 | 2005 BO53                | 7 dicembre 2013   | Pan-STARRS                      |
| 619573 | 2005 CY82                | 4 febbraio 2005   | Spacewatch                      |
| 619574 | 2005 CZ82                | 16 febbraio 2015  | Pan-STARRS                      |
| 619575 | 2005 CV87                | 27 agosto 2009    | Spacewatch                      |
| 619576 | 2005 CU88                | 9 febbraio 2005   | Spacewatch                      |
| 619577 | 2005 EW22                | 3 marzo 2005      | CSS                             |
| 619578 | 2005 EK38                | 3 marzo 2005      | Spacewatch                      |
| 619579 | 2005 ED58                | 4 marzo 2005      | Mount Lemmon Survey             |
| 619580 | 2005 EK193               | 11 marzo 2005     | Mount Lemmon Survey             |
| 619581 | 2005 EN198               | 11 marzo 2005     | Mount Lemmon Survey             |
| 619582 | 2005 EC263               | 13 marzo 2005     | Spacewatch                      |
| 619583 | 2005 EL274               | 8 marzo 2005      | Mount Lemmon Survey             |
| 619584 | 2005 EZ276               | 8 marzo 2005      | Mount Lemmon Survey             |
| 619585 | 2005 EZ303               | 11 marzo 2005     | M. W. Buie, L. H. Wasserman     |
| 619586 | 2005 ES310               | 10 marzo 2005     | Mount Lemmon Survey             |
| 619587 | 2005 EX338               | 8 ottobre 2007    | Spacewatch                      |
| 619588 | 2005 EA342               | 3 ottobre 1997    | ODAS                            |
| 619589 | 2005 EE348               | 12 marzo 2005     | Spacewatch                      |
| 619590 | 2005 EV349               | 10 marzo 2005     | Mount Lemmon Survey             |
| 619591 | 2005 GX42                | 5 aprile 2005     | Mount Lemmon Survey             |
| 619592 | 2005 GJ52                | 27 dicembre 2013  | Spacewatch                      |
| 619593 | 2005 GZ74                | 5 aprile 2005     | Mount Lemmon Survey             |
| 619594 | 2005 GK97                | 7 aprile 2005     | Spacewatch                      |
| 619595 | 2005 GA157               | 10 aprile 2005    | Mount Lemmon Survey             |
| 619596 | 2005 GQ167               | 11 aprile 2005    | Mount Lemmon Survey             |
| 619597 | 2005 GV190               | 8 marzo 2005      | Mount Lemmon Survey             |
| 619598 | 2005 GA196               | 10 marzo 2005     | Mount Lemmon Survey             |
| 619599 | 2005 GE228               | 7 novembre 2008   | Mount Lemmon Survey             |
| 619600 | 2005 GF231               | 29 dicembre 2008  | Spacewatch                      |

## 619601–619700
| Nome   | Designazione provvisoria | Data di scoperta  | Scopritore                |
| ------ | ------------------------ | ----------------- | ------------------------- |
| 619601 | 2005 GP238               | 18 aprile 2015    | CTIO-DECam                |
| 619602 | 2005 GU238               | 4 aprile 2005     | Mount Lemmon Survey       |
| 619603 | 2005 GB240               | 15 aprile 2005    | Spacewatch                |
| 619604 | 2005 JB52                | 4 maggio 2005     | Spacewatch                |
| 619605 | 2005 JB85                | 8 maggio 2005     | Mount Lemmon Survey       |
| 619606 | 2005 JR113               | 10 maggio 2005    | Spacewatch                |
| 619607 | 2005 JC170               | 16 aprile 2005    | Spacewatch                |
| 619608 | 2005 JZ194               | 13 maggio 2005    | Spacewatch                |
| 619609 | 2005 KT1                 | 16 maggio 2005    | Mount Lemmon Survey       |
| 619610 | 2005 LF26                | 8 giugno 2005     | Spacewatch                |
| 619611 | 2005 LG26                | 8 giugno 2005     | Spacewatch                |
| 619612 | 2005 LW35                | 11 giugno 2005    | Spacewatch                |
| 619613 | 2005 LR56                | 16 maggio 2013    | Pan-STARRS                |
| 619614 | 2005 LP57                | 1 giugno 2005     | Spacewatch                |
| 619615 | 2005 MB18                | 27 giugno 2005    | Spacewatch                |
| 619616 | 2005 MT56                | 18 giugno 2005    | Mount Lemmon Survey       |
| 619617 | 2005 NV5                 | 3 luglio 2005     | Mount Lemmon Survey       |
| 619618 | 2005 NG25                | 4 luglio 2005     | Spacewatch                |
| 619619 | 2005 NC40                | 14 giugno 2005    | Mount Lemmon Survey       |
| 619620 | 2005 NO44                | 6 luglio 2005     | Spacewatch                |
| 619621 | 2005 NA71                | 5 luglio 2005     | Spacewatch                |
| 619622 | 2005 NO85                | 3 luglio 2005     | NEAT                      |
| 619623 | 2005 NB128               | 3 luglio 2005     | NEAT                      |
| 619624 | 2005 NY129               | 2 dicembre 2010   | Mount Lemmon Survey       |
| 619625 | 2005 NK131               | 26 settembre 2011 | Pan-STARRS                |
| 619626 | 2005 OV23                | 30 luglio 2005    | NEAT                      |
| 619627 | 2005 OU34                | 30 luglio 2005    | NEAT                      |
| 619628 | 2005 OD35                | 18 luglio 2005    | NEAT                      |
| 619629 | 2005 PN14                | 4 agosto 2005     | NEAT                      |
| 619630 | 2005 PZ22                | 13 settembre 2005 | Spacewatch                |
| 619631 | 2005 PC28                | 6 marzo 2008      | Mount Lemmon Survey       |
| 619632 | 2005 PF28                | 10 agosto 2005    | Osservatorio di Mauna Kea |
| 619633 | 2005 PR29                | 14 febbraio 2012  | Pan-STARRS                |
| 619634 | 2005 PQ31                | 11 luglio 2016    | Pan-STARRS                |
| 619635 | 2005 QR32                | 30 giugno 2005    | NEAT                      |
| 619636 | 2005 QT115               | 28 agosto 2005    | Spacewatch                |
| 619637 | 2005 QN117               | 28 agosto 2005    | Spacewatch                |
| 619638 | 2005 QP131               | 28 agosto 2005    | Spacewatch                |
| 619639 | 2005 QM133               | 28 agosto 2005    | Spacewatch                |
| 619640 | 2005 QO193               | 10 febbraio 2008  | Mount Lemmon Survey       |
| 619641 | 2005 QZ193               | 28 agosto 2005    | Spacewatch                |
| 619642 | 2005 QK195               | 25 ottobre 2011   | Pan-STARRS                |
| 619643 | 2005 QL203               | 26 agosto 2005    | NEAT                      |
| 619644 | 2005 QD204               | 31 agosto 2005    | Spacewatch                |
| 619645 | 2005 RC1                 | 1 settembre 2005  | NEAT                      |
| 619646 | 2005 RR18                | 1 settembre 2005  | Spacewatch                |
| 619647 | 2005 RH19                | 1 settembre 2005  | Spacewatch                |
| 619648 | 2005 RU28                | 12 settembre 2005 | D. Healy                  |
| 619649 | 2005 RU41                | 30 luglio 2005    | NEAT                      |
| 619650 | 2005 RX41                | 26 agosto 2005    | NEAT                      |
| 619651 | 2005 RK53                | 28 febbraio 2014  | Pan-STARRS                |
| 619652 | 2005 RB54                | 13 settembre 2005 | Spacewatch                |
| 619653 | 2005 RL54                | 2 settembre 2005  | NEAT                      |
| 619654 | 2005 RE55                | 8 ottobre 2012    | Mount Lemmon Survey       |
| 619655 | 2005 RK55                | 1 settembre 2005  | NEAT                      |
| 619656 | 2005 SX22                | 23 settembre 2005 | Spacewatch                |
| 619657 | 2005 SV56                | 13 settembre 2005 | Spacewatch                |
| 619658 | 2005 SU76                | 24 settembre 2005 | Spacewatch                |
| 619659 | 2005 SH82                | 24 settembre 2005 | Spacewatch                |
| 619660 | 2005 SX91                | 24 settembre 2005 | Spacewatch                |
| 619661 | 2005 SW140               | 25 settembre 2005 | Spacewatch                |
| 619662 | 2005 SL142               | 25 settembre 2005 | Spacewatch                |
| 619663 | 2005 SG161               | 27 settembre 2005 | Spacewatch                |
| 619664 | 2005 SG183               | 29 settembre 2005 | Spacewatch                |
| 619665 | 2005 SQ185               | 29 settembre 2005 | Mount Lemmon Survey       |
| 619666 | 2005 SN187               | 30 agosto 2005    | NEAT                      |
| 619667 | 2005 SY273               | 27 settembre 2005 | Spacewatch                |
| 619668 | 2005 SM280               | 26 settembre 2005 | Spacewatch                |
| 619669 | 2005 SB282               | 8 aprile 2003     | NEAT                      |
| 619670 | 2005 SD283               | 25 dicembre 2006  | Spacewatch                |
| 619671 | 2005 SF298               | 30 settembre 2005 | Mount Lemmon Survey       |
| 619672 | 2005 SR300               | 30 settembre 2005 | Mount Lemmon Survey       |
| 619673 | 2005 SY300               | 29 settembre 2005 | Mount Lemmon Survey       |
| 619674 | 2005 SX302               | 29 settembre 2005 | Mount Lemmon Survey       |
| 619675 | 2005 SK303               | 23 settembre 2005 | Spacewatch                |
| 619676 | 2005 TF13                | 2 ottobre 2005    | Mount Lemmon Survey       |
| 619677 | 2005 TQ67                | 5 ottobre 2005    | Mount Lemmon Survey       |
| 619678 | 2005 TE116               | 7 ottobre 2005    | Spacewatch                |
| 619679 | 2005 TD139               | 29 settembre 2005 | Spacewatch                |
| 619680 | 2005 TU150               | 29 settembre 2005 | Spacewatch                |
| 619681 | 2005 TV157               | 29 settembre 2005 | Spacewatch                |
| 619682 | 2005 TB180               | 1 ottobre 2005    | Spacewatch                |
| 619683 | 2005 TM185               | 4 ottobre 2005    | Mount Lemmon Survey       |
| 619684 | 2005 TB191               | 1 ottobre 2005    | Spacewatch                |
| 619685 | 2005 TK199               | 1 ottobre 2005    | Mount Lemmon Survey       |
| 619686 | 2005 TM200               | 3 ottobre 2005    | Spacewatch                |
| 619687 | 2005 TE201               | 5 marzo 2008      | Mount Lemmon Survey       |
| 619688 | 2005 TH201               | 18 gennaio 1996   | Spacewatch                |
| 619689 | 2005 TC204               | 1 ottobre 2005    | Spacewatch                |
| 619690 | 2005 TB208               | 7 ottobre 2005    | Spacewatch                |
| 619691 | 2005 TW211               | 11 ottobre 2005   | Spacewatch                |
| 619692 | 2005 TF220               | 6 ottobre 2005    | Mount Lemmon Survey       |
| 619693 | 2005 TD222               | 7 ottobre 2005    | CSS                       |
| 619694 | 2005 UD24                | 23 ottobre 2005   | Spacewatch                |
| 619695 | 2005 UZ61                | 25 ottobre 2005   | Mount Lemmon Survey       |
| 619696 | 2005 UL65                | 13 settembre 2005 | CSS                       |
| 619697 | 2005 UR94                | 22 ottobre 2005   | Spacewatch                |
| 619698 | 2005 UW121               | 30 settembre 2005 | Mount Lemmon Survey       |
| 619699 | 2005 UU127               | 24 ottobre 2005   | Spacewatch                |
| 619700 | 2005 UH143               | 25 ottobre 2005   | Mount Lemmon Survey       |

## 619701–619800
| Nome   | Designazione provvisoria | Data di scoperta  | Scopritore                 |
| ------ | ------------------------ | ----------------- | -------------------------- |
| 619701 | 2005 UD146               | 26 ottobre 2005   | Spacewatch                 |
| 619702 | 2005 UV172               | 20 aprile 2004    | Spacewatch                 |
| 619703 | 2005 UX172               | 24 ottobre 2005   | Spacewatch                 |
| 619704 | 2005 UJ173               | 24 ottobre 2005   | Spacewatch                 |
| 619705 | 2005 UD196               | 24 ottobre 2005   | Spacewatch                 |
| 619706 | 2005 UP268               | 10 ottobre 2005   | Spacewatch                 |
| 619707 | 2005 UQ317               | 11 ottobre 2005   | Spacewatch                 |
| 619708 | 2005 UU339               | 27 ottobre 2005   | Spacewatch                 |
| 619709 | 2005 UT346               | 30 ottobre 2005   | Spacewatch                 |
| 619710 | 2005 UB364               | 27 ottobre 2005   | Spacewatch                 |
| 619711 | 2005 UA365               | 27 ottobre 2005   | Spacewatch                 |
| 619712 | 2005 UN376               | 27 ottobre 2005   | Spacewatch                 |
| 619713 | 2005 UQ378               | 10 ottobre 2005   | Spacewatch                 |
| 619714 | 2005 UH395               | 12 ottobre 2005   | Spacewatch                 |
| 619715 | 2005 UN397               | 27 settembre 2005 | NEAT                       |
| 619716 | 2005 US404               | 29 ottobre 2005   | Mount Lemmon Survey        |
| 619717 | 2005 UN408               | 7 aprile 2014     | Mount Lemmon Survey        |
| 619718 | 2005 UQ408               | 4 ottobre 2005    | Mount Lemmon Survey        |
| 619719 | 2005 UQ413               | 25 ottobre 2005   | Spacewatch                 |
| 619720 | 2005 UU413               | 25 ottobre 2005   | Spacewatch                 |
| 619721 | 2005 UP424               | 28 ottobre 2005   | Spacewatch                 |
| 619722 | 2005 UM434               | 29 ottobre 2005   | Mount Lemmon Survey        |
| 619723 | 2005 UT462               | 30 ottobre 2005   | Spacewatch                 |
| 619724 | 2005 UZ469               | 30 ottobre 2005   | Spacewatch                 |
| 619725 | 2005 UB474               | 1 ottobre 2005    | Mount Lemmon Survey        |
| 619726 | 2005 US490               | 25 settembre 2005 | Spacewatch                 |
| 619727 | 2005 UA503               | 2 ottobre 2016    | Mount Lemmon Survey        |
| 619728 | 2005 UO509               | 30 gennaio 2011   | Mount Lemmon Survey        |
| 619729 | 2005 UY514               | 30 ottobre 2005   | SDSS Collaboration         |
| 619730 | 2005 UD534               | 25 ottobre 2005   | Spacewatch                 |
| 619731 | 2005 UU536               | 19 novembre 2012  | Spacewatch                 |
| 619732 | 2005 UY536               | 13 febbraio 2013  | Pan-STARRS                 |
| 619733 | 2005 UA538               | 29 ottobre 2005   | Spacewatch                 |
| 619734 | 2005 UX538               | 22 ottobre 2005   | Spacewatch                 |
| 619735 | 2005 UK542               | 20 gennaio 2015   | Pan-STARRS                 |
| 619736 | 2005 UW544               | 25 ottobre 2005   | Spacewatch                 |
| 619737 | 2005 UF545               | 7 marzo 2017      | Mount Lemmon Survey        |
| 619738 | 2005 UH547               | 26 ottobre 2005   | Spacewatch                 |
| 619739 | 2005 UN548               | 22 ottobre 2005   | Spacewatch                 |
| 619740 | 2005 UE549               | 25 ottobre 2005   | Mount Lemmon Survey        |
| 619741 | 2005 VN51                | 25 ottobre 2005   | Spacewatch                 |
| 619742 | 2005 VH56                | 4 novembre 2005   | CSS                        |
| 619743 | 2005 VT59                | 25 ottobre 2005   | Spacewatch                 |
| 619744 | 2005 VQ66                | 25 ottobre 2005   | Spacewatch                 |
| 619745 | 2005 VJ70                | 5 novembre 2005   | Mount Lemmon Survey        |
| 619746 | 2005 VC75                | 2 novembre 2005   | Mount Lemmon Survey        |
| 619747 | 2005 VL79                | 24 ottobre 2005   | Spacewatch                 |
| 619748 | 2005 VO93                | 6 novembre 2005   | Mount Lemmon Survey        |
| 619749 | 2005 VX100               | 1 novembre 2005   | Spacewatch                 |
| 619750 | 2005 VS109               | 29 ottobre 2005   | Spacewatch                 |
| 619751 | 2005 VJ135               | 12 novembre 2005  | Spacewatch                 |
| 619752 | 2005 VJ136               | 3 novembre 2005   | Spacewatch                 |
| 619753 | 2005 VD138               | 1 novembre 2005   | Mount Lemmon Survey        |
| 619754 | 2005 VL138               | 3 novembre 2005   | Mount Lemmon Survey        |
| 619755 | 2005 VG140               | 17 febbraio 2007  | Mount Lemmon Survey        |
| 619756 | 2005 VR140               | 16 marzo 2012     | CSS                        |
| 619757 | 2005 VM144               | 6 novembre 2005   | Mount Lemmon Survey        |
| 619758 | 2005 VJ145               | 1 aprile 2016     | Pan-STARRS                 |
| 619759 | 2005 VN145               | 27 ottobre 2005   | Mount Lemmon Survey        |
| 619760 | 2005 VO146               | 10 novembre 2005  | Spacewatch                 |
| 619761 | 2005 VG151               | 1 novembre 2005   | Spacewatch                 |
| 619762 | 2005 VK155               | 1 novembre 2005   | Mount Lemmon Survey        |
| 619763 | 2005 WW19                | 6 novembre 2005   | Spacewatch                 |
| 619764 | 2005 WH46                | 28 ottobre 2005   | Spacewatch                 |
| 619765 | 2005 WX50                | 25 novembre 2005  | Mount Lemmon Survey        |
| 619766 | 2005 WX74                | 29 ottobre 2005   | Mount Lemmon Survey        |
| 619767 | 2005 WS132               | 25 novembre 2005  | Mount Lemmon Survey        |
| 619768 | 2005 WO138               | 12 novembre 2005  | Spacewatch                 |
| 619769 | 2005 WZ140               | 26 novembre 2005  | Mount Lemmon Survey        |
| 619770 | 2005 WL171               | 30 novembre 2005  | Spacewatch                 |
| 619771 | 2005 WO172               | 30 novembre 2005  | Mount Lemmon Survey        |
| 619772 | 2005 WB173               | 30 novembre 2005  | Spacewatch                 |
| 619773 | 2005 WT181               | 3 novembre 2005   | CSS                        |
| 619774 | 2005 WM183               | 28 novembre 2005  | Spacewatch                 |
| 619775 | 2005 WX200               | 26 novembre 2005  | Spacewatch                 |
| 619776 | 2005 WV205               | 30 novembre 2005  | Mount Lemmon Survey        |
| 619777 | 2005 WN211               | 26 novembre 2005  | Spacewatch                 |
| 619778 | 2005 WL213               | 21 novembre 2005  | Spacewatch                 |
| 619779 | 2005 WV213               | 29 novembre 2005  | Spacewatch                 |
| 619780 | 2005 WY214               | 27 settembre 2009 | Mount Lemmon Survey        |
| 619781 | 2005 WZ216               | 26 novembre 2005  | Mount Lemmon Survey        |
| 619782 | 2005 XJ4                 | 25 novembre 2005  | CSS                        |
| 619783 | 2005 XV13                | 1 dicembre 2005   | Spacewatch                 |
| 619784 | 2005 XU42                | 22 ottobre 2005   | Spacewatch                 |
| 619785 | 2005 XE65                | 7 dicembre 2005   | Spacewatch                 |
| 619786 | 2005 XB120               | 4 dicembre 2005   | Mount Lemmon Survey        |
| 619787 | 2005 XE120               | 10 marzo 2003     | NEAT                       |
| 619788 | 2005 XM122               | 6 dicembre 2005   | Spacewatch                 |
| 619789 | 2005 XN123               | 13 febbraio 2008  | Mount Lemmon Survey        |
| 619790 | 2005 XN132               | 2 dicembre 2005   | L. H. Wasserman, R. Millis |
| 619791 | 2005 XZ134               | 7 dicembre 2005   | Spacewatch                 |
| 619792 | 2005 YJ6                 | 8 dicembre 2005   | Spacewatch                 |
| 619793 | 2005 YE71                | 24 dicembre 2005  | Spacewatch                 |
| 619794 | 2005 YY75                | 24 dicembre 2005  | Spacewatch                 |
| 619795 | 2005 YS76                | 24 dicembre 2005  | Spacewatch                 |
| 619796 | 2005 YH83                | 24 dicembre 2005  | Spacewatch                 |
| 619797 | 2005 YS86                | 25 dicembre 2005  | Spacewatch                 |
| 619798 | 2005 YB90                | 26 dicembre 2005  | Spacewatch                 |
| 619799 | 2005 YE90                | 26 dicembre 2005  | Mount Lemmon Survey        |
| 619800 | 2005 YJ103               | 10 novembre 2005  | Mount Lemmon Survey        |

## 619801–619900
| Nome   | Designazione provvisoria | Data di scoperta  | Scopritore                 |
| ------ | ------------------------ | ----------------- | -------------------------- |
| 619801 | 2005 YT104               | 25 dicembre 2005  | Spacewatch                 |
| 619802 | 2005 YF116               | 25 dicembre 2005  | Spacewatch                 |
| 619803 | 2005 YL117               | 25 dicembre 2005  | Spacewatch                 |
| 619804 | 2005 YF147               | 29 dicembre 2005  | Mount Lemmon Survey        |
| 619805 | 2005 YH149               | 25 dicembre 2005  | Spacewatch                 |
| 619806 | 2005 YS159               | 27 dicembre 2005  | Spacewatch                 |
| 619807 | 2005 YM169               | 30 dicembre 2005  | Spacewatch                 |
| 619808 | 2005 YV183               | 27 dicembre 2005  | Spacewatch                 |
| 619809 | 2005 YZ186               | 28 dicembre 2005  | Mount Lemmon Survey        |
| 619810 | 2005 YX193               | 30 dicembre 2005  | Spacewatch                 |
| 619811 | 2005 YB206               | 23 marzo 2003     | SDSS Collaboration         |
| 619812 | 2005 YR206               | 27 dicembre 2005  | Mount Lemmon Survey        |
| 619813 | 2005 YX228               | 25 dicembre 2005  | Mount Lemmon Survey        |
| 619814 | 2005 YT235               | 28 dicembre 2005  | Spacewatch                 |
| 619815 | 2005 YL239               | 29 dicembre 2005  | Spacewatch                 |
| 619816 | 2005 YA247               | 30 dicembre 2005  | Mount Lemmon Survey        |
| 619817 | 2005 YR254               | 30 dicembre 2005  | Spacewatch                 |
| 619818 | 2005 YR288               | 29 dicembre 2005  | Mount Lemmon Survey        |
| 619819 | 2005 YJ297               | 1 aprile 2016     | Mount Lemmon Survey        |
| 619820 | 2005 YH300               | 22 dicembre 2005  | Spacewatch                 |
| 619821 | 2006 AF26                | 5 gennaio 2006    | Spacewatch                 |
| 619822 | 2006 AW51                | 24 dicembre 2005  | Spacewatch                 |
| 619823 | 2006 AZ63                | 25 dicembre 2005  | Spacewatch                 |
| 619824 | 2006 AN109               | 5 gennaio 2006    | Spacewatch                 |
| 619825 | 2006 AG114               | 13 gennaio 2015   | Pan-STARRS                 |
| 619826 | 2006 BX8                 | 23 gennaio 2006   | K. Sárneczky               |
| 619827 | 2006 BO48                | 7 gennaio 2006    | Spacewatch                 |
| 619828 | 2006 BH65                | 23 gennaio 2006   | Mount Lemmon Survey        |
| 619829 | 2006 BO71                | 23 gennaio 2006   | Spacewatch                 |
| 619830 | 2006 BY87                | 25 gennaio 2006   | Spacewatch                 |
| 619831 | 2006 BP108               | 20 agosto 2000    | Spacewatch                 |
| 619832 | 2006 BX109               | 25 gennaio 2006   | Spacewatch                 |
| 619833 | 2006 BA133               | 26 gennaio 2006   | Spacewatch                 |
| 619834 | 2006 BY139               | 19 gennaio 2006   | K. Sárneczky               |
| 619835 | 2006 BG153               | 25 gennaio 2006   | Spacewatch                 |
| 619836 | 2006 BK170               | 6 gennaio 2006    | Mount Lemmon Survey        |
| 619837 | 2006 BJ184               | 28 gennaio 2006   | Mount Lemmon Survey        |
| 619838 | 2006 BP187               | 28 gennaio 2006   | Spacewatch                 |
| 619839 | 2006 BG194               | 30 gennaio 2006   | Spacewatch                 |
| 619840 | 2006 BV196               | 30 gennaio 2006   | Spacewatch                 |
| 619841 | 2006 BL201               | 31 gennaio 2006   | Spacewatch                 |
| 619842 | 2006 BV206               | 22 gennaio 2006   | Mount Lemmon Survey        |
| 619843 | 2006 BN229               | 1 dicembre 2005   | L. H. Wasserman, R. Millis |
| 619844 | 2006 BR230               | 23 gennaio 2006   | Spacewatch                 |
| 619845 | 2006 BZ242               | 23 gennaio 2006   | Spacewatch                 |
| 619846 | 2006 BH244               | 31 gennaio 2006   | Spacewatch                 |
| 619847 | 2006 BX251               | 26 gennaio 2006   | Spacewatch                 |
| 619848 | 2006 BA253               | 31 gennaio 2006   | Spacewatch                 |
| 619849 | 2006 BR261               | 25 marzo 1999     | Spacewatch                 |
| 619850 | 2006 BB262               | 31 gennaio 2006   | Spacewatch                 |
| 619851 | 2006 BH264               | 31 gennaio 2006   | Spacewatch                 |
| 619852 | 2006 BT287               | 8 settembre 2016  | Pan-STARRS                 |
| 619853 | 2006 BZ291               | 25 settembre 2011 | Pan-STARRS                 |
| 619854 | 2006 BQ297               | 26 gennaio 2006   | Spacewatch                 |
| 619855 | 2006 CV14                | 1 febbraio 2006   | Spacewatch                 |
| 619856 | 2006 CQ15                | 23 gennaio 2006   | Spacewatch                 |
| 619857 | 2006 CZ26                | 2 febbraio 2006   | Spacewatch                 |
| 619858 | 2006 CH36                | 25 agosto 2000    | R. Millis, L. H. Wasserman |
| 619859 | 2006 CA38                | 2 febbraio 2006   | Mount Lemmon Survey        |
| 619860 | 2006 CF38                | 2 febbraio 2006   | Mount Lemmon Survey        |
| 619861 | 2006 CU42                | 2 febbraio 2006   | Spacewatch                 |
| 619862 | 2006 CL81                | 4 febbraio 2006   | Mount Lemmon Survey        |
| 619863 | 2006 CN84                | 21 dicembre 2008  | Mount Lemmon Survey        |
| 619864 | 2006 CR87                | 9 febbraio 2016   | Pan-STARRS                 |
| 619865 | 2006 CZ88                | 4 febbraio 2006   | Mount Lemmon Survey        |
| 619866 | 2006 DQ38                | 21 febbraio 2006  | Mount Lemmon Survey        |
| 619867 | 2006 DQ40                | 22 febbraio 2006  | CSS                        |
| 619868 | 2006 DD57                | 24 luglio 2003    | NEAT                       |
| 619869 | 2006 DQ78                | 24 febbraio 2006  | Spacewatch                 |
| 619870 | 2006 DF91                | 24 febbraio 2006  | Mount Lemmon Survey        |
| 619871 | 2006 DT97                | 15 ottobre 2004   | M. W. Buie, D. E. Trilling |
| 619872 | 2006 DX100               | 25 febbraio 2006  | Mount Lemmon Survey        |
| 619873 | 2006 DO110               | 25 febbraio 2006  | Mount Lemmon Survey        |
| 619874 | 2006 DB111               | 25 febbraio 2006  | Mount Lemmon Survey        |
| 619875 | 2006 DU114               | 27 febbraio 2006  | Spacewatch                 |
| 619876 | 2006 DC149               | 3 dicembre 2005   | Osservatorio di Mauna Kea  |
| 619877 | 2006 DZ159               | 27 febbraio 2006  | Spacewatch                 |
| 619878 | 2006 DM170               | 18 maggio 1999    | LINEAR                     |
| 619879 | 2006 DF172               | 27 febbraio 2006  | Spacewatch                 |
| 619880 | 2006 DU179               | 27 febbraio 2006  | Mount Lemmon Survey        |
| 619881 | 2006 DS184               | 27 febbraio 2006  | Mount Lemmon Survey        |
| 619882 | 2006 DL222               | 20 ottobre 2011   | Mount Lemmon Survey        |
| 619883 | 2006 EV5                 | 26 gennaio 2006   | Mount Lemmon Survey        |
| 619884 | 2006 EF31                | 3 marzo 2006      | Spacewatch                 |
| 619885 | 2006 EJ34                | 3 marzo 2006      | Spacewatch                 |
| 619886 | 2006 EO49                | 4 marzo 2006      | Spacewatch                 |
| 619887 | 2006 EG51                | 4 marzo 2006      | Spacewatch                 |
| 619888 | 2006 EU54                | 2 febbraio 2006   | Spacewatch                 |
| 619889 | 2006 EK61                | 5 marzo 2006      | Spacewatch                 |
| 619890 | 2006 ED66                | 5 marzo 2006      | Spacewatch                 |
| 619891 | 2006 ET77                | 3 ottobre 2013    | Pan-STARRS                 |
| 619892 | 2006 ED78                | 5 aprile 2011     | Mount Lemmon Survey        |
| 619893 | 2006 ER79                | 8 settembre 2011  | Spacewatch                 |
| 619894 | 2006 FC28                | 24 marzo 2006     | Mount Lemmon Survey        |
| 619895 | 2006 FA33                | 23 marzo 2006     | Mount Lemmon Survey        |
| 619896 | 2006 FF57                | 13 febbraio 2013  | Pan-STARRS                 |
| 619897 | 2006 FL60                | 23 marzo 2006     | Spacewatch                 |
| 619898 | 2006 FH61                | 26 marzo 2006     | Mount Lemmon Survey        |
| 619899 | 2006 GS10                | 2 aprile 2006     | Spacewatch                 |
| 619900 | 2006 GF34                | 26 marzo 2006     | Spacewatch                 |

## 619901–620000
| Nome   | Designazione provvisoria | Data di scoperta  | Scopritore                |
| ------ | ------------------------ | ----------------- | ------------------------- |
| 619901 | 2006 GK56                | 7 novembre 2015   | Mount Lemmon Survey       |
| 619902 | 2006 GL58                | 30 ottobre 2008   | Spacewatch                |
| 619903 | 2006 HX12                | 19 aprile 2006    | Spacewatch                |
| 619904 | 2006 HO33                | 19 aprile 2006    | Mount Lemmon Survey       |
| 619905 | 2006 HR62                | 21 aprile 2006    | Spacewatch                |
| 619906 | 2006 HZ64                | 24 aprile 2006    | Spacewatch                |
| 619907 | 2006 HL79                | 26 aprile 2006    | Spacewatch                |
| 619908 | 2006 HA104               | 30 aprile 2006    | Spacewatch                |
| 619909 | 2006 HX128               | 26 aprile 2006    | Cerro Tololo Obs.         |
| 619910 | 2006 HL155               | 24 aprile 2006    | Spacewatch                |
| 619911 | 2006 HF159               | 25 aprile 2006    | Spacewatch                |
| 619912 | 2006 HV159               | 19 aprile 2006    | Spacewatch                |
| 619913 | 2006 JL75                | 23 maggio 2006    | Mount Lemmon Survey       |
| 619914 | 2006 JG87                | 28 luglio 2014    | Pan-STARRS                |
| 619915 | 2006 KC21                | 20 maggio 2006    | Spacewatch                |
| 619916 | 2006 KG34                | 20 maggio 2006    | Spacewatch                |
| 619917 | 2006 KH42                | 20 maggio 2006    | Spacewatch                |
| 619918 | 2006 KA65                | 1 maggio 2006     | Spacewatch                |
| 619919 | 2006 KW65                | 24 maggio 2006    | Spacewatch                |
| 619920 | 2006 KY86                | 26 maggio 2006    | LINEAR                    |
| 619921 | 2006 KC93                | 25 maggio 2006    | Spacewatch                |
| 619922 | 2006 KJ93                | 21 maggio 2006    | Spacewatch                |
| 619923 | 2006 KS130               | 25 maggio 2006    | Osservatorio di Mauna Kea |
| 619924 | 2006 KF149               | 30 maggio 2014    | Pan-STARRS                |
| 619925 | 2006 KY155               | 20 maggio 2006    | Spacewatch                |
| 619926 | 2006 MA{{{2}}}           | 18 giugno 2006    | Spacewatch                |
| 619927 | 2006 OT30                | 20 novembre 2003  | Spacewatch                |
| 619928 | 2006 OP33                | 16 marzo 2005     | Mount Lemmon Survey       |
| 619929 | 2006 OS38                | 27 febbraio 2009  | Spacewatch                |
| 619930 | 2006 OA40                | 22 ottobre 2012   | Pan-STARRS                |
| 619931 | 2006 QF154               | 19 agosto 2006    | Spacewatch                |
| 619932 | 2006 QB189               | 2 settembre 2017  | Pan-STARRS                |
| 619933 | 2006 QP195               | 15 luglio 2016    | Mount Lemmon Survey       |
| 619934 | 2006 QY206               | 27 agosto 2006    | Spacewatch                |
| 619935 | 2006 RG54                | 14 settembre 2006 | Spacewatch                |
| 619936 | 2006 RK79                | 15 settembre 2006 | Spacewatch                |
| 619937 | 2006 RZ108               | 14 settembre 2006 | J. Masiero, R. Jedicke    |
| 619938 | 2006 RM111               | 14 settembre 2006 | J. Masiero, R. Jedicke    |
| 619939 | 2006 RD116               | 10 gennaio 2008   | Spacewatch                |
| 619940 | 2006 RV119               | 21 ottobre 2006   | Mount Lemmon Survey       |
| 619941 | 2006 SJ177               | 25 settembre 2006 | Spacewatch                |
| 619942 | 2006 SL192               | 26 settembre 2006 | Mount Lemmon Survey       |
| 619943 | 2006 SP258               | 26 settembre 2006 | Spacewatch                |
| 619944 | 2006 ST301               | 26 settembre 2006 | CSS                       |
| 619945 | 2006 SZ375               | 11 settembre 2006 | SDSS Collaboration        |
| 619946 | 2006 ST377               | 17 settembre 2006 | SDSS Collaboration        |
| 619947 | 2006 SK384               | 18 settembre 2006 | SDSS Collaboration        |
| 619948 | 2006 SG386               | 27 settembre 2006 | SDSS Collaboration        |
| 619949 | 2006 SC416               | 19 settembre 2006 | Spacewatch                |
| 619950 | 2006 SX422               | 25 settembre 2006 | CSS                       |
| 619951 | 2006 SF428               | 27 settembre 2006 | Spacewatch                |
| 619952 | 2006 SX437               | 28 settembre 2006 | Mount Lemmon Survey       |
| 619953 | 2006 SP440               | 17 settembre 2006 | Spacewatch                |
| 619954 | 2006 SW441               | 28 settembre 2006 | Spacewatch                |
| 619955 | 2006 SA443               | 17 settembre 2006 | Spacewatch                |
| 619956 | 2006 SU443               | 20 settembre 2006 | Spacewatch                |
| 619957 | 2006 ST444               | 24 gennaio 2014   | Pan-STARRS                |
| 619958 | 2006 SQ456               | 18 settembre 2006 | Spacewatch                |
| 619959 | 2006 SL459               | 26 settembre 2006 | Spacewatch                |
| 619960 | 2006 TG60                | 13 ottobre 2006   | Spacewatch                |
| 619961 | 2006 TY65                | 11 ottobre 2006   | Spacewatch                |
| 619962 | 2006 TB111               | 1 ottobre 2006    | SDSS Collaboration        |
| 619963 | 2006 TR114               | 29 settembre 2006 | SDSS Collaboration        |
| 619964 | 2006 TP115               | 1 ottobre 2006    | SDSS Collaboration        |
| 619965 | 2006 TJ121               | 12 ottobre 2006   | SDSS Collaboration        |
| 619966 | 2006 TL131               | 2 ottobre 2006    | Mount Lemmon Survey       |
| 619967 | 2006 TD136               | 4 ottobre 2006    | Mount Lemmon Survey       |
| 619968 | 2006 TF138               | 2 ottobre 2006    | Mount Lemmon Survey       |
| 619969 | 2006 TH138               | 13 ottobre 2006   | Spacewatch                |
| 619970 | 2006 TY138               | 18 gennaio 2008   | Spacewatch                |
| 619971 | 2006 UP27                | 16 ottobre 2006   | Spacewatch                |
| 619972 | 2006 UB42                | 16 ottobre 2006   | Spacewatch                |
| 619973 | 2006 UL49                | 28 settembre 2006 | Spacewatch                |
| 619974 | 2006 UM51                | 24 settembre 2006 | Spacewatch                |
| 619975 | 2006 UP70                | 16 ottobre 2006   | CSS                       |
| 619976 | 2006 UZ92                | 26 settembre 2006 | Mount Lemmon Survey       |
| 619977 | 2006 UT99                | 18 ottobre 2006   | Spacewatch                |
| 619978 | 2006 UB113               | 2 ottobre 2006    | Spacewatch                |
| 619979 | 2006 UF114               | 18 settembre 2006 | Spacewatch                |
| 619980 | 2006 UG132               | 29 marzo 2004     | Spacewatch                |
| 619981 | 2006 UB156               | 21 ottobre 2006   | Mount Lemmon Survey       |
| 619982 | 2006 UK156               | 21 ottobre 2006   | Mount Lemmon Survey       |
| 619983 | 2006 UC163               | 1 ottobre 2006    | Spacewatch                |
| 619984 | 2006 UJ165               | 21 ottobre 2006   | Mount Lemmon Survey       |
| 619985 | 2006 UA176               | 14 settembre 2006 | Spacewatch                |
| 619986 | 2006 UW194               | 20 ottobre 2006   | Spacewatch                |
| 619987 | 2006 UY198               | 28 settembre 2006 | Mount Lemmon Survey       |
| 619988 | 2006 UJ225               | 11 ottobre 2006   | NEAT                      |
| 619989 | 2006 UO231               | 2 ottobre 2006    | Mount Lemmon Survey       |
| 619990 | 2006 UT244               | 12 ottobre 2006   | Spacewatch                |
| 619991 | 2006 UD250               | 27 ottobre 2006   | Mount Lemmon Survey       |
| 619992 | 2006 US257               | 28 ottobre 2006   | Mount Lemmon Survey       |
| 619993 | 2006 UO268               | 27 ottobre 2006   | Mount Lemmon Survey       |
| 619994 | 2006 UM280               | 28 ottobre 2006   | Mount Lemmon Survey       |
| 619995 | 2006 UV288               | 16 ottobre 2006   | Spacewatch                |
| 619996 | 2006 UL300               | 19 ottobre 2006   | L. H. Wasserman           |
| 619997 | 2006 UM330               | 16 ottobre 2006   | SDSS Collaboration        |
| 619998 | 2006 UA335               | 22 ottobre 2006   | Mount Lemmon Survey       |
| 619999 | 2006 UP363               | 16 ottobre 2006   | Mount Lemmon Survey       |
| 620000 | 2019 YS4                 | 30 dicembre 2019  | Pan-STARRS                |